# Thomas Stewart, 2. Earl of Angus

Wappen des Vaters von Thomas Stewart als Earl of Angus

Thomas Stewart, 2. Earl of Angus (* um 1330; † 1362 auf Dumbarton Castle), war ein schottischer Adliger, Militär und Höfling.

## Herkunft und Kindheit
Thomas Stewart entstammte einer Nebenlinie der schottischen Adelsfamilie Stewart. Er war der einzige Sohn von John Stewart, 1. Earl of Angus und dessen Frau Margaret Abernethy. Seine Eltern hatten um 1328 geheiratet, so dass Thomas wahrscheinlich noch ein Kleinkind war, als sein Vater im Dezember 1331 starb. Sein Vater war kurz vor Juni 1329 zum Earl of Angus erhoben worden, so dass Thomas zum Erben dieses Titels wurde. Im Sommer 1332 fiel Edward Balliol mit englischer Unterstützung in Schottland ein und beanspruchte den schottischen Thron. In dem folgenden Zweiten Schottischen Unabhängigkeitskrieg konnten die Anhänger von Balliol das schottische Heer schlagen, so dass Balliol zum König gekrönt wurde. Er vergab das Erbe von John Stewart an seinen Gefolgsmann Sir Thomas Ughtred. Da Thomas Stewart später gute Kontakte zum französischen König Johann der Gute hatte, war er vermutlich ebenso wie der junge schottische König David II. ins Exil nach Frankreich gebracht worden.

## Dienst als Militär, Gesandter und Chamberlain

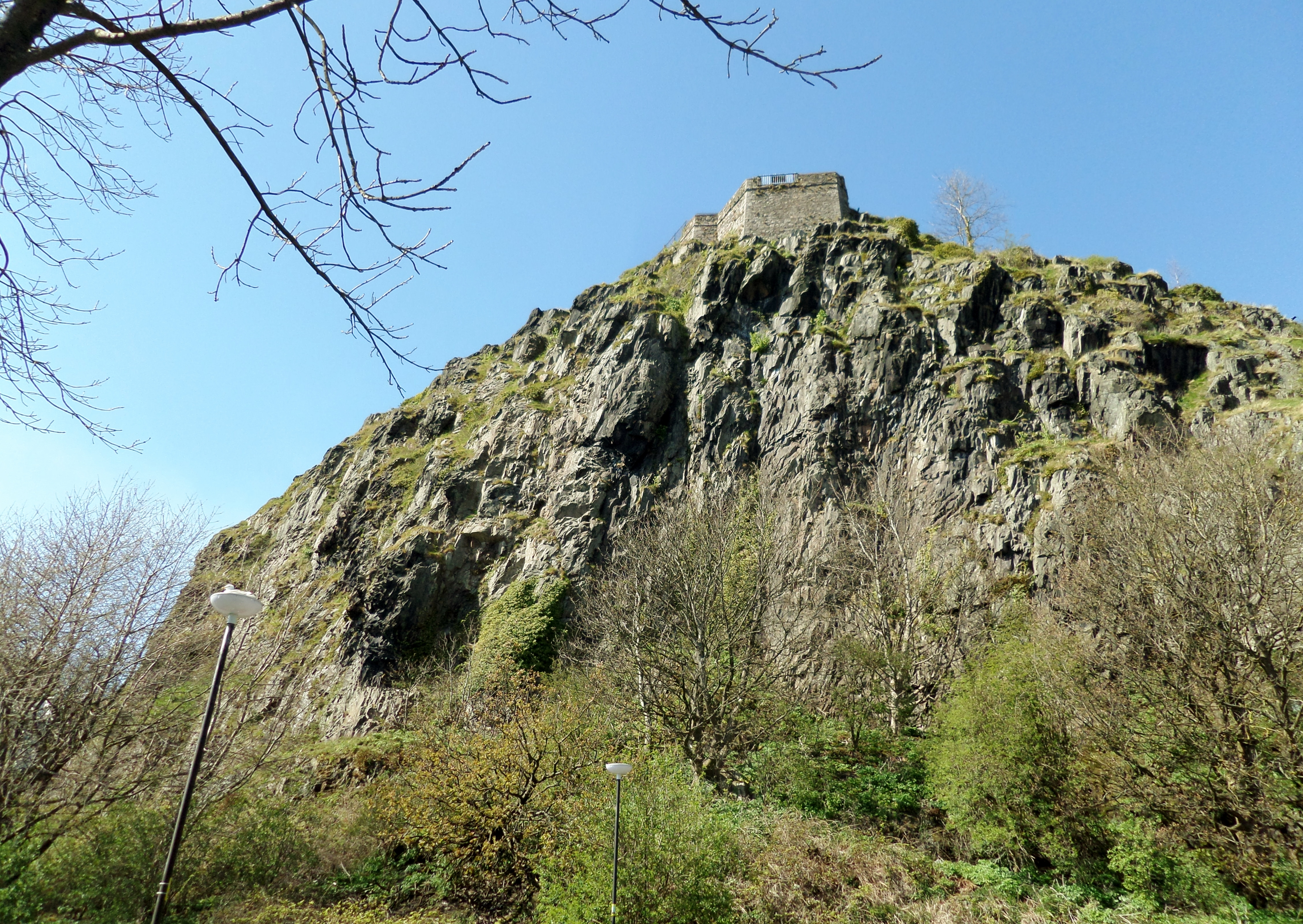
Die Ruine von Dumbarton Castle, wo Thomas Stewart in Gefangenschaft starb

Der vom englischen König Eduard III. unterstützte Balliol hatte sich aber nicht dauerhaft in Schottland behaupten können, so dass David II. 1341 zurückkehren konnte. Thomas Stewart wird ab etwa 1350 in schottischen Urkunden erwähnt. Zu dieser Zeit diente Robert Stewart als Guardian für den in englische Gefangenschaft geratenen David II. Thomas Stewart war zwar nur ein Großcousin des Guardians, doch nach dem König der engste männliche Verwandte. Bis zur Freilassung des Königs 1357 bezeugte Thomas Stewart zahlreiche Urkunden des Guardians, und 1354 wird er als Statthalter von Angus und the Mearns bezeichnet. Als die Schotten die Kämpfe im Krieg mit England wiederaufnahmen, war Stewart dem Chronisten Walter Bower zufolge die treibende Kraft hinter dem Überfall auf die Stadt Berwick im November 1355. Durch diesen vom Meer mit Schiffen durchgeführten Angriff konnten die Schotten die Stadt erobern, ehe sie sich wenige Wochen später vor einem überlegenen englischen Heer zurückziehen mussten. Ab Juni 1356 diente Stewart dann als Chamberlain of Scotland. Im Januar 1357 wurde er zu einem Mitglied der Gesandtschaft ernannt, die erneut mit England über die Freilassung von David II. verhandeln sollte. Im Oktober 1357 wurde schließlich die Freilassung des Königs vereinbart. Stewart wurde von der schottischen Regierung als eine der hochrangigen Geiseln angeboten, die als Sicherheit für die Zahlung des Lösegelds gestellt werden mussten.

## Sturz und Tod
Die Geiseln wurden von Zeit zu Zeit ausgetauscht, so dass Stewart wieder nach Schottland zurückkehren konnte. Dort stand er aber nicht in der Gunst des freigelassenen Königs. Bereits im Frühjahr 1358 war er als Chamberlain abgelöst worden, und er bezeugte nur 1360 einmal eine königliche Urkunde. Schließlich beschuldigte ihn der König, dass er am 1360 erfolgten Mord an der königlichen Mätresse Katherine Mortimer beteiligt gewesen war. Wegen des Mords und wegen Schädigung des Reiches ließ ihn der König 1361 verhaften. Er wurde in Dumbarton Castle inhaftiert, wo er im Folgejahr an der Pest starb.

## Ehe und Nachkommen
Stewart hatte um 1353 Margaret Sinclair geheiratet, eine Tochter von William Sinclair of Roslin. Für die Ehe benötigte er wegen zu naher Verwandtschaft einen päpstlichen Dispens, für dessen Ausstellung sich 1353 der französische König einsetzte. Mit seiner Frau hatte Stewart zwei Töchter, die bei seinem Tod noch minderjährig waren und die seine Erbinnen wurden:
- Margaret Stewart, Countess of Angus († 1417) ⚭ Thomas, 9. Earl of Mar
- Lady Elisabeth Stewart ⚭ Alexander Hamilton, Lord of Innerwick

Seine jüngere Tochter Elisabeth gilt als Ahnherrin der Earls of Haddington. Sie verzichtete 1379 zugunsten ihrer älteren Schwester auf das Erbe ihres Vaters.